# 2000 en football
Cet article présente les faits marquants de l'année 2000 en football, dont l'événement majeur est le sacre de l'équipe de France à l'Euro.

## Janvier
- 14 janvier : les Brésiliens du SC Corinthians remportent le championnat du monde des clubs face aux Brésiliens du CR Vasco de Gama en s'imposant aux tirs au but en finale après un score nul et vierge.
- 26 janvier, Championnat de France : au Parc des Princes, large victoire du Paris Saint-Germain sur le Racing Club de Strasbourg (score : 4-2). L'attaquant brésilien Christian inscrit les 4 buts parisiens.

## Février
- 2 février, Championnat de France : au Stade de la Meinau, le Racing Club de Strasbourg s'impose 4-2 sur l'Olympique lyonnais. Peguy Luyindula est l'auteur d'un triplé.
- 13 février, Coupe d'Afrique des nations, finale : le Cameroun remporte la 22e Coupe d'Afrique des nations (CAN) en battant le Nigeria en finale. L'Afrique du Sud se classe 3e et la Tunisie 4e.
- 14 février : à noter la très large victoire du Koweït sur le Bhoutan (20-0). Il s'agit, à cette date, du plus gros écart de buts enregistré lors d'un match international de football.
- 15 février, Championnat de France : le choc "OM-PSG" est remporté 4-1 par les marseillais. En parallèle, le FC Nantes écrase l'Olympique lyonnais sur le score de 6-1.
- 16 février, Championnat de France : au Stade Geoffroy-Guichard, festival de buts entre Saint-Étienne et Montpellier. Le score final est de 5-4 en faveur des "verts".
- 23 février : décès de Stanley Matthews, le magicien des dribbles, à l'âge de 85 ans.
- 27 février : 
  - Championnat d'Espagne : à Santiago Bernabéu, le Real Madrid s'impose 3-0 sur le FC Barcelone. Les buts sont inscrits par Roberto Carlos, Nicolas Anelka et Fernando Morientes.
  - Coupe de la Ligue anglaise, finale : Leicester City FC remporte la Coupe de la Ligue anglaise face au Tranmere Rovers FC en s'imposant 2-1 en finale.

## Avril
- 7 avril, Championnat de France : au Stade Vélodrome, l'Olympique de Marseille s'impose 4-2 sur l'AS Monaco. Ce match est marqué par une bagarre, qui éclate à la mi-temps dans le tunnel menant aux vestiaires.
- 12 avril, Coupe de France, demi-finale : grosse surprise avec Calais (club de CFA), qui élimine les Girondins de Bordeaux, champions de France en titre. Le score est de 3-1 pour Calais après prolongation.
- 15 avril : l'AS Monaco est sacré champion de France à trois journées de la fin du championnat.
- 22 avril, Coupe de la Ligue, finale : Gueugnon (club de Ligue 2) remporte la Coupe de la Ligue face au Paris Saint-Germain, en s'imposant 2-0 en finale.
- 22 avril : Manchester United est sacré champion d'Angleterre.
- 29 avril, Championnat de France : au Stade Félix-Bollaert, prolifique match entre le Racing Club de Lens et l'Olympique lyonnais (4-3).

## Mai
- 6 mai, Coupe d'Allemagne, finale : le Bayern de Munich remporte la Coupe d'Allemagne face au Werder Brême en s'imposant 3-0 en finale.
- 7 mai, Coupe de France, finale : le FC Nantes remporte la Coupe de France en s'imposant 2-1 en finale face aux amateurs de Calais. C'est la première fois qu'un club amateur de 4e division arrive à ce stade de la compétition !
- 14 mai : la Lazio Rome est sacrée championne d'Italie.
- 14 mai : le Sporting Club de Portugal est champion du Portugal.
- 17 mai, Coupe de l'UEFA, finale : le Galatasaray SK (Turquie) remporte la Coupe de l'UEFA face à Arsenal (Angleterre) en s'imposant aux tirs au but en finale après un score nul et vierge. C'est la première Coupe de l'UEFA remportée par un club turc.
- 20 mai : 
  - Le Bayern de Munich est champion d'Allemagne.
  - Le Deportivo La Corogne est champion d'Espagne.
  - Coupe d'Angleterre, finale : Chelsea remporte la FA Cup face à Aston Villa en s'imposant 1-0 en finale.
- 24 mai, Ligue des champions de l'UEFA, finale : le Real Madrid remporte la Ligue des champions en s'imposant 3-0 face à Valence au Stade de France. Il s'agit du huitième titre pour le Real dans cette compétition.
- 27 mai, Coupe d'Espagne, finale : l'Espanyol Barcelone remporte la Coupe d'Espagne face à l'Atlético de Madrid en s'imposant 2-1 en finale.
- 31 mai : Manchester United annonce l'arrivée de Fabien Barthez, gardien de but de l'AS Monaco et de l'équipe de France.

## Juin
- 3 juin : Iker Casillas reçoit sa première sélection en équipe d'Espagne, à l'occasion d'un match amical face à la Suède.
- 4 juin : le club londonien de Chelsea recrute l'attaquant néerlandais Jimmy Floyd Hasselbaink, en provenance de l'Atlético Madrid. La transaction s'élève à près de 23 millions d'euros.
- 6 juin : le footballeur argentin Gabriel Batistuta est transféré de la Fiorentina à l'AS Rome. Le transfert se monte à 38 millions d'euros, un record pour la Roma. Avec 209 buts, dont 168 en championnat, Batistuta est le meilleur buteur de l'histoire la Fiorentina.

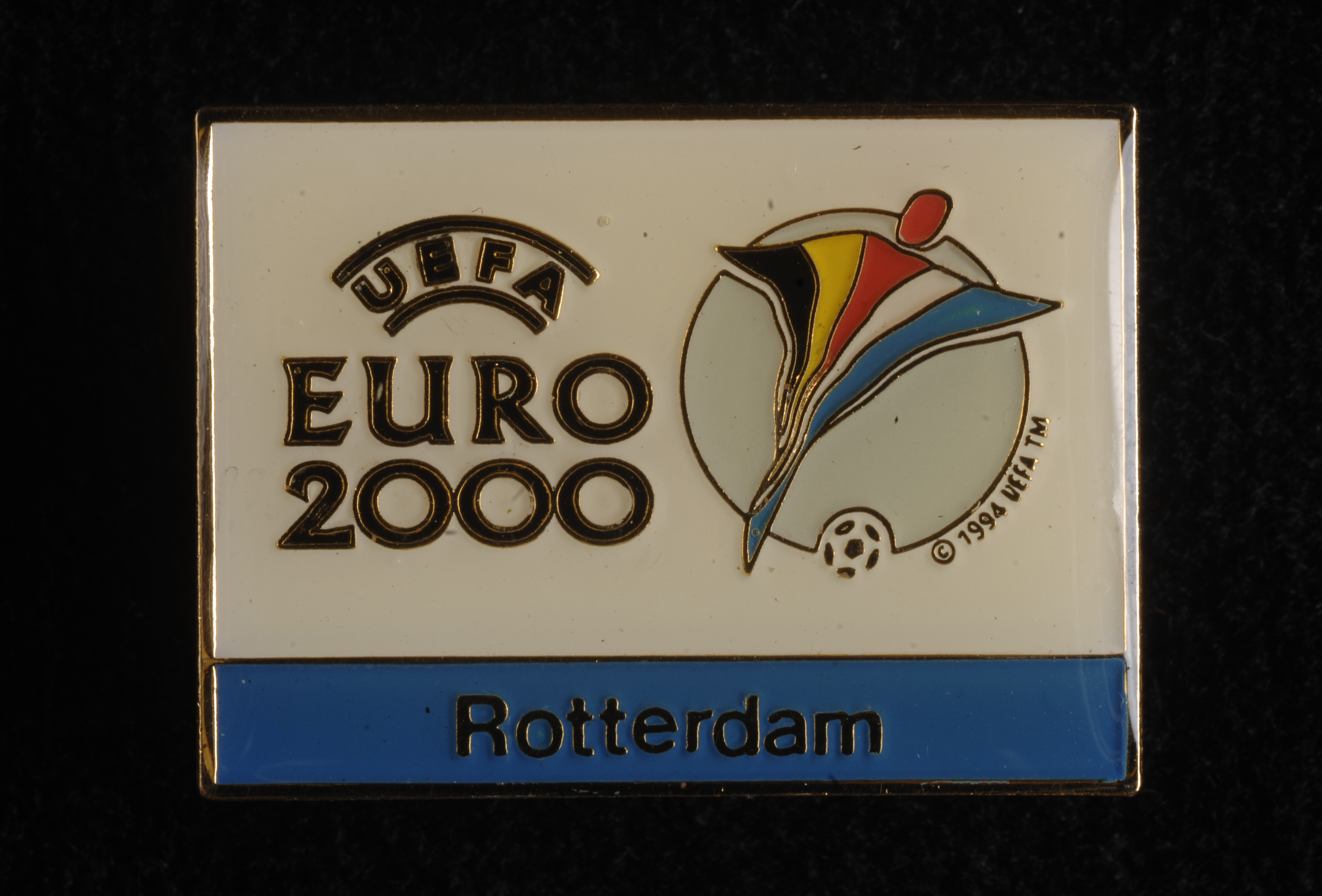
L'Euro 2000 a lieu du 10 juin au 2 juillet.

- 10 juin : ouverture du Championnat d'Europe de football.
- 20 juin : dernière sélection en équipe d'Allemagne pour Lothar Matthäus. Le joueur totalise 150 sélections avec l'Allemagne, ce qui constitue un record.
- 21 juin, Copa Libertadores, finale : le CA Boca Juniors remporte la Copa Libertadores face aux brésiliens du SE Palmeiras.
- 28 juin : l'attaquant français David Trezeguet signe un contrat de 5 ans en faveur de la Juventus. Le transfert est de 23 millions d'euros, un record pour la Juventus. Pour le remplacer, l'AS Monaco recrute l'attaquant congolais Shabani Nonda, pour une somme évaluée à 20 millions d'euros, ce qui constitue également un record pour l'ASM[1].

## Juillet
- 2 juillet, Championnat d'Europe, finale : l'équipe de France remporte le Championnat d'Europe de football en s'imposant 2-1 sur le fil face à l'équipe d'Italie.
- 3 juillet : le footballeur français Robert Pirès quitte l'Olympique de Marseille et rejoint le club anglais d'Arsenal.
- 6 juillet : Giovanni Trapattoni devient le nouveau sélectionneur de l'équipe d'Italie. Il prend la succession de Dino Zoff.
- 7 juillet : 
  - Louis van Gaal devient le nouveau sélectionneur des Pays-Bas. L'ancien entraîneur du FC Barcelone remplace Frank Rijkaard à la tête de la sélection nationale.
  - La FIFA confie à l'Allemagne l'organisation de la Coupe du monde 2006.
- 12 juillet : l’attaquant argentin de Parme, Hernán Crespo, rejoint la Lazio Rome pour un transfert évalué à 370 millions de francs (56 millions d'euros). Crespo devient par la même occasion le footballeur argentin le plus cher de l'histoire.
- 16 juillet : Florentino Pérez devient le nouveau président du Real Madrid.
- 21 juillet : le club de Leeds recrute l'attaquant australien Mark Viduka en provenance du Celtic Glasgow. Mark Viduka a terminé meilleur buteur du championnat écossais en inscrivant 25 buts.
- 22 juillet : l'attaquant français Nicolas Anelka quitte le Real Madrid et retourne au Paris Saint-Germain, son club formateur. Le transfert est de 33 millions d'euros, somme record pour un club français.
- 23 juillet : Joan Gaspart accède à la présidence du FC Barcelone. Il succède à Josep Lluís Núñez, en poste depuis l'année 1978.
- 24 juillet :
  - Le portugais Luís Figo est transféré du FC Barcelone au Real Madrid pour le montant record de 64 millions d'euros. Il s'agit, en cette année 2000, du plus gros transfert de toute l'histoire du football.
  - L'équipe de France des moins de 18 ans remporte le championnat d'Europe.
- 29 juillet : l'attaquant néerlandais Marc Overmars quitte le club anglais d'Arsenal et rejoint l'équipe catalane du FC Barcelone. Le transfert est proche de 40 millions d'euros, ce qui fait de Marc Overmars le footballeur néerlandais le plus cher de l'histoire.

## Août
- 1er août : le footballeur irlandais Robbie Keane quitte le club anglais de Coventry et rejoint l'équipe italienne de l'Inter Milan. L'indemnité de transfert est proche de 20 millions d'euros.
- 4 août, Championnat de France : large victoire du FC Nantes sur la pelouse de l'AS Monaco (score : 2-5).
- 21 août, Championnat d'Angleterre : Arsenal l'emporte 2-0 sur Liverpool au stade d'Highbury.
- 25 août : Le Galatasaray SK remporte la Supercoupe de l'UEFA en s'imposant 2 buts à 1 face au Real Madrid. Mário Jardel signe un doublé en faveur du club stambouliote, en ouvrant le score grâce à un penalty (obtenu à la suite d'une faute d'Iván Campo sur Hakan Ünsal) à la 41e minute, puis en inscrivant le but en or à la 109e minute.
- 26 août, Championnat d'Angleterre : festival de buts à Highbury, où Arsenal s'impose 5-3 sur Charlton. Dans le même temps, Arsenal officialise la venue de l'attaquant bordelais Sylvain Wiltord, pour un transfert évalué à 20 millions d'euros, ce qui constitue un record pour le club.
- 27 août, Championnat de France : prolifique match entre l'AJ Auxerre et l'AS Saint-Étienne (4-3).
- 29 août : le club anglais de Liverpool recrute le footballeur allemand Christian Ziege en provenance de Middlesbrough.

## Septembre
- 2 septembre : Laurent Blanc et Didier Deschamps jouent leur dernier match avec l'équipe de France. À eux deux, ils totalisent 200 sélections en équipe nationale.
- 5 septembre, Championnat d'Angleterre : carton de Manchester United face à Bradford (6-0).
- 6 septembre, Championnat de France : large victoire des Girondins de Bordeaux sur la pelouse du FC Nantes (0-5). Pauleta inscrit 3 buts. À noter également le festival de buts entre l'ESTAC et le PSG (5-3).

## Octobre
- 1er octobre, Championnat d'Angleterre : Arsenal s'impose 1-0 face à Manchester United à Highbury. Dans le même temps, Chelsea l'emporte 3-0 à domicile face au club de Liverpool.
- 7 octobre : à Londres, dernier match de football dans le mythique Stade de Wembley. Celui-ci sera démoli afin de laisser place à une arène ultramoderne de 90 000 places.
- 22 octobre, Championnat d'Espagne : au Camp Nou, le FC Barcelone s'impose 2-0 sur le Real Madrid. Les deux buts sont inscrits par Luis Enrique et par Simão Sabrosa.

## Novembre
- 13 novembre : le tchèque Zdeněk Zeman est limogé de son poste d'entraîneur du SSC Naples. Il est remplacé par Emiliano Mondonico. Le club napolitain connaît un début de saison catastrophique puisqu'il n'a pris que 2 points en six rencontres.
- 15 novembre : Xavi Hernández et Carles Puyol reçoivent leur première sélection en équipe d'Espagne lors d'un match amical face à l'équipe des Pays-Bas.
- 23 novembre : le footballeur norvégien Tore André Flo quitte le club londonien de Chelsea et rejoint le club écossais des Glasgow Rangers. La transaction avoisine les 12 millions de livres. C'est alors le plus gros transfert de l'histoire pour un joueur norvégien.
- 25 novembre : 
  - Javier Clemente devient le nouvel entraîneur de l'Olympique de Marseille.
  - Championnat de France : prolifique match entre le Racing Club de Lens et l'AS Monaco (4-3).
- 26 novembre : le défenseur anglais Rio Ferdinand est transféré de West Ham à Leeds. La transaction est de 18 millions de livres sterling, ce qui constitue un record pour un défenseur et pour un joueur évoluant en Angleterre.
- 28 novembre : le CA Boca Juniors remporte la Coupe intercontinentale en battant le Real Madrid (2-1). Martín Palermo signe un doublé en faveur du club argentin.

## Décembre

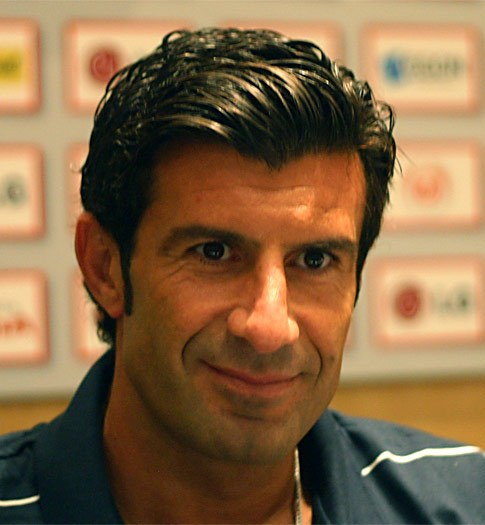
Luís Figo, Ballon d'Or 2000.

- 3 décembre : Zinédine Zidane est élu Onze d'or 2000 par le magazine Onze Mondial.
- 11 décembre :
  - À Rome, Pelé est sacré footballeur du siècle par la FIFA.
  - Le Real Madrid est élu « meilleur club du XXe siècle ».
- 17 décembre :
  - Championnat d'Angleterre : Victoire de Liverpool sur Manchester United à Old Trafford (1-0), grâce à un but de Danny Murphy.
  - Ligue des champions de la CAF, finale : le Hearts of Oak Sporting Club (Ghana) remporte la Ligue des Champions africaine face à l'Espérance sportive de Tunis. C'est la deuxième finale consécutive perdue pour le club tunisien, et le premier titre continental pour le club ghanéen.
- 18 décembre : le portugais Luís Figo est désigné Ballon d'or France football 2000.
- 20 décembre : le footballeur irlandais Robbie Keane est transféré de l'Inter Milan vers le club anglais de Leeds. La transaction s'élève à 18 millions d'euros.
- 23 décembre, Championnat d'Angleterre : au stade d'Anfield, Liverpool l'emporte 4-0 face à Arsenal.
- 26 décembre, Championnat d'Angleterre : large victoire d'Arsenal face à Leicester City (6-1). Thierry Henry est l'auteur d'un triplé.
- 27 décembre : Joël Muller est démis de ses fonctions d'entraîneur du Football Club de Metz. Muller était l'entraîneur du club lorrain depuis l'année 1989.

## Naissances
Plus d'informations : Liste d'acteurs du football nés en 2000.
- 6 janvier : 
  - Cheick Doucouré, footballeur malien.
- 8 janvier : 
  - Mohamed Camara, footballeur malien.
  - Jean Onana, footballeur camerounais.
- 31 janvier : Julián Álvarez, footballeur argentin.
- 1er février : Ebrima Colley, footballeur gambien.
- 15 février : Maxence Caqueret, footballeur français.
- 18 février : 
  - Zakaria Aboukhlal, footballeur marocain.
  - Giacomo Raspadori, footballeur italien.
- 22 février : Timothy Weah, joueur de soccer américain.
- 28 février : Moise Kean, footballeur italien.
- 29 février : Ferran Torres, footballeur espagnol.
- 6 mars : Iliman Ndiaye, footballeur sénégalais.
- 12 mars : Alessandro Plizzari, footballeur italien.
- 23 mars : Bamba Dieng, footballeur sénégalais.
- 25 mars : Jadon Sancho, footballeur anglais.
- 19 avril : Azzedine Ounahi, footballeur marocain.
- 8 mai : Sandro Tonali, footballeur italien.
- 18 mai : Ryan Sessegnon, footballeur anglais.
- 20 mai : Brian Rodríguez, footballeur uruguayen.
- 26 mai : 
  - Ángelos Liásos, footballeur grec.
  - Taisei Miyashiro, footballeur japonais.
  - Cyril Ngonge, footballeur belge.
- 28 mai : Phil Foden, footballeur anglais.
- 9 juin : 
  - Sofiane Diop, footballeur français.
  - Diego Lainez, footballeur mexicain.
- 20 juin : Mohanad Ali, footballeur irakien.
- 3 juillet : Mikkel Damsgaard, footballeur danois.
- 12 juillet : Vinícius Júnior, footballeur brésilien.
- 15 juillet : Paulinho, footballeur brésilien.
- 21 juillet : Erling Haaland, footballeur norvégien.
- 26 juillet : 
  - Cheick Condé, footballeur guinéen
  - Aleksandar Jukic, footballeur autrichien.
- 14 septembre : Ethan Ampadu, footballeur gallois.
- 14 octobre : Anders Klynge, footballeur danois.
- 22 octobre : Brenden Aaronson, joueur de soccer américain.
- 2 novembre : Alphonso Davies, joueur de soccer canadien.
- 7 novembre : Callum Hudson-Odoi, footballeur anglais.
- 22 novembre : Mohammed Dawood, footballeur irakien.
- 27 novembre : Enzo Loiodice, footballeur français.

## Principaux décès
Plus d'informations : Liste d'acteurs du football morts en 2000.
- 1er janvier : décès à 22 ans de Sandro Baylón, international péruvien ayant remporté le Championnat du Pérou 1997[2].
- 3 janvier : décès à 71 ans de Marius Rozé, joueur français[3].
- 4 janvier : décès à 90 ans de Stéphano Bistolfi, joueur italien naturalisé français ayant remporté le Championnat de France 1937[4].
- 9 janvier : décès à 68 ans de Poul Mejer, international danois ayant remporté la médaille d'argent aux Jeux olympiques 1960, le Championnat du Danemark 1958 et 2 Coupe du Danemark.
- 9 janvier : décès à 75 ans de Poul Jensen, international danois ayant remporté la médaille d'argent aux Jeux olympiques 1960, le Championnat du Danemark 1958 et 2 Coupe du Danemark.
- 13 février : décès à 89 ans de Tomás Zarraonandía, joueur espagnol.

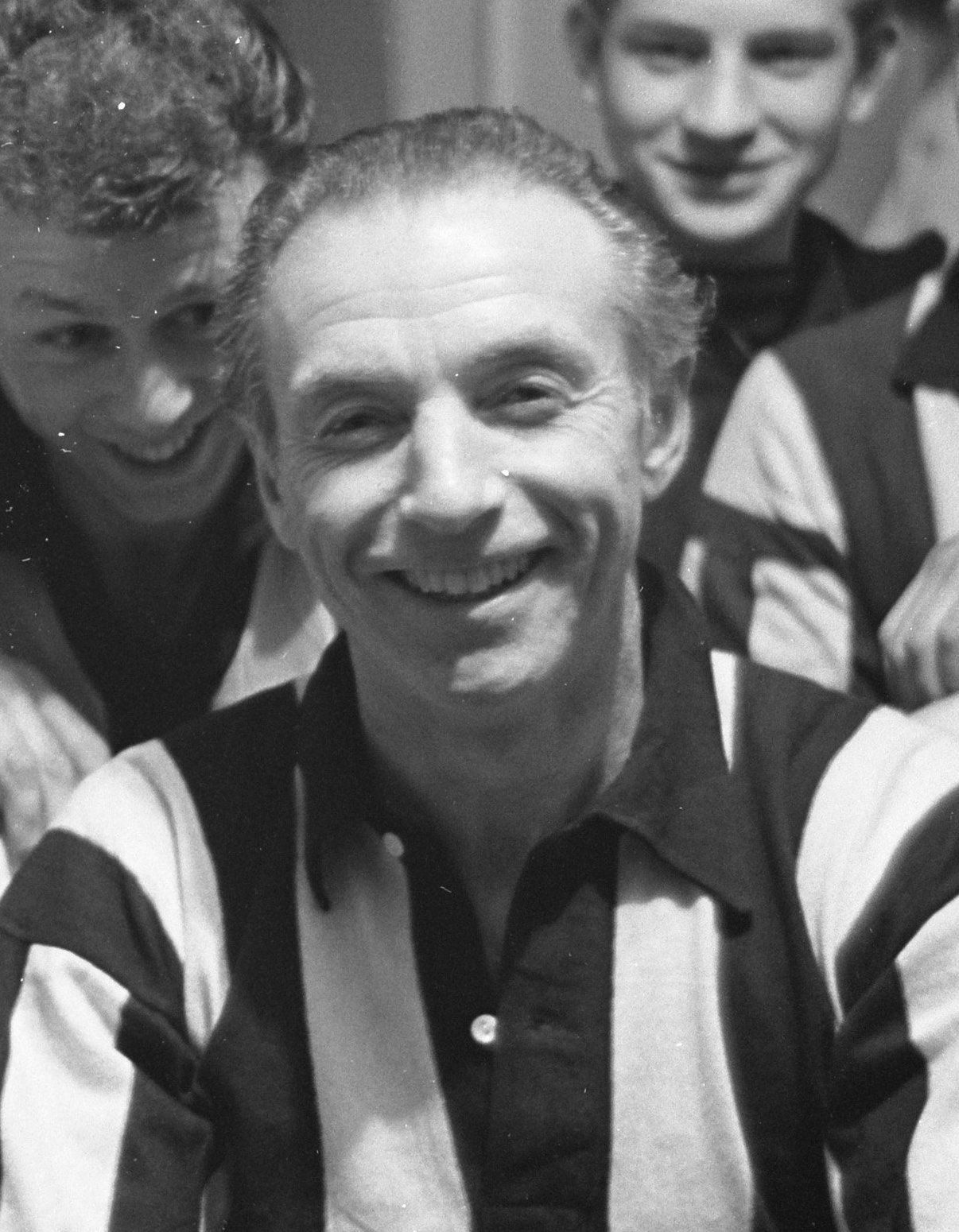
Stanley Matthews, mort le 23 février 2000.

- Stanley Matthews, mort le 23 février 2000.23 février : décès à 85 ans de Stanley Matthews, international anglais ayant remporté le Ballon d'or 1956 et la Coupe d'Angleterre 1953.
- 9 mars : décès à 79 ans de Francisco Virgós, joueur espagnol ayant remporté 2 Championnat d'Espagne.
- 13 mars : décès à 67 ans de Carlo Tagnin, joueur italien ayant remporté la Coupe intercontinentale 1964, 2 Coupe des clubs champions, 2 Championnat d'Italie et la Coupe d'Italie 1958 devenu entraineur[5].
- 24 mars : décès à 80 ans de Manuel Antonio Esteva Corró, joueur espagnol ayant remporté le Championnat d'Espagne 1945.
- 7 avril : décès à 79 ans de Moacir Barbosa, international brésilien ayant remporté la Copa América 1949[6].
- 14 avril : décès à 81 ans de Wilf Mannion, international anglais.
- 9 mai : décès à 54 ans de Todor Krastev, international bulgare ayant remporté la médaille d'argent aux Jeux olympiques 1968.
- 21 mai : décès à 26 ans de Hocine Gasmi, joueur algérien.
- 2 juin : décès à 71 ans de Félix Week, joueur belge ayant remporté 6 Championnat de Belgique puis comme entraîneur le Championnat de Belgique 1975.
- 9 juin : décès à 63 ans de Shay Brennan, international Irlandais ayant remporté la coupe d'Europe des clubs champions 1968 et 2 championnat d'Angleterre[7].
- 13 juin : décès à 74 ans de Gustavo Albella, joueur argentin[8].
- 23 juin : décès à 28 ans de Peter Dubovský, international tchécoslovaque et slovaque ayant remporté le Championnat de Tchécoslovaquie 1992 et le Championnat d'Espagne 1995.
- 30 juillet : décès à 83 ans de Joan Muntaner, joueur espagnol.
- 31 août : décès à 54 ans de Yisha'ayahu Schwager, international Israelien.
- 7 septembre : décès à 70 ans de George Wright, joueur anglais.
- 21 septembre : décès à 52 ans d'Ognjen Petrović, international yougoslave ayant remporté 4 Championnat de Yougoslavie et 3 Coupe de Yougoslavie.
- 2 octobre : décès à 91 ans d'Alexander Schwartz, joueur roumain devenu entraîneur ayant remporté le Championnat du Portugal en 1965.
- 5 octobre : décès à 24 ans de Cătălin Hâldan, international roumain ayant remporté le Championnat de Roumanie en 2000 et la Coupe de Roumanie en 2000.
- 20 octobre : décès à 75 ans de Guillermo Barbadillo, international péruvien ayant remporté 4 Championnat du Pérou[9].
- 10 décembre : décès à 70 ans de José Águas, international portugais ayant remporté 2 Coupe d'Europe des clubs champions, 5 Championnat du Portugal et 4 Coupe du Portugal[10].
- 24 décembre : décès à 93 ans de Lucienne Laudré-Viel, joueuse française[11].